# جان رابه (فیلم)
«جان رابه» (انگلیسی: John Rabe (film)) فیلمی در ژانر درام است که در سال ۲۰۰۹ منتشر شد. از بازیگران آن می‌توان به اولریش توکور، دانیل برول، استیو بوشمی، و آکیرا اموتو اشاره کرد.